# Harvey's
 (mars 2024).
La mise en forme du texte ne suit pas les recommandations de Wikipédia : il faut le « wikifier ».
Les points d'amélioration suivants sont les cas les plus fréquents. Le détail des points à revoir est peut-être précisé sur la page de discussion.
- Les titres sont pré-formatés par le logiciel. Ils ne sont ni en capitales, ni en gras.
- Le texte ne doit pas être écrit en capitales (les noms de famille non plus), ni en gras, ni en italique, ni en « petit »…
- Le gras n'est utilisé que pour surligner le titre de l'article dans l'introduction, une seule fois.
- L'italique est rarement utilisé : mots en langue étrangère, titres d'œuvres, noms de bateaux, etc.
- Les citations ne sont pas en italique mais en corps de texte normal. Elles sont entourées par des guillemets français : « et ».
- Les listes à puces sont à éviter, des paragraphes rédigés étant largement préférés. Les tableaux sont à réserver à la présentation de données structurées (résultats, etc.).
- Les appels de note de bas de page (petits chiffres en exposant, introduits par l'outil «  Source ») sont à placer entre la fin de phrase et le point final[comme ça].
- Les liens internes (vers d'autres articles de Wikipédia) sont à choisir avec parcimonie. Créez des liens vers des articles approfondissant le sujet. Les termes génériques sans rapport avec le sujet sont à éviter, ainsi que les répétitions de liens vers un même terme.
- Les liens externes sont à placer uniquement dans une section « Liens externes », à la fin de l'article. Ces liens sont à choisir avec parcimonie suivant les règles définies. Si un lien sert de source à l'article, son insertion dans le texte est à faire par les notes de bas de page.
- La présentation des références doit suivre les conventions bibliographiques. Il est recommandé d'utiliser les modèles {{Ouvrage}}, {{Chapitre}}, {{Article}}, {{Lien web}} et/ou {{Bibliographie}}. Le mode d'édition visuel peut mettre en forme automatiquement les références.
- Insérer une infobox (cadre d'informations à droite) n'est pas obligatoire pour parachever la mise en page.

Pour une aide détaillée, merci de consulter Aide:Wikification.
Si vous pensez que ces points ont été résolus, vous pouvez retirer ce bandeau et améliorer la mise en forme d'un autre article.
Harvey's est une chaîne de restauration rapide opérant au Canada, avec des emplacements dans toutes les provinces, à l'exception de la Colombie-Britannique. Elle se spécialise dans la vente de hamburgers, hot-dogs et frites. La chaîne appartient à Recettes Illimitées (anciennement connue sous le nom de Cara Limitée).

## Histoire

### 1959 et 1960 : création et croissance

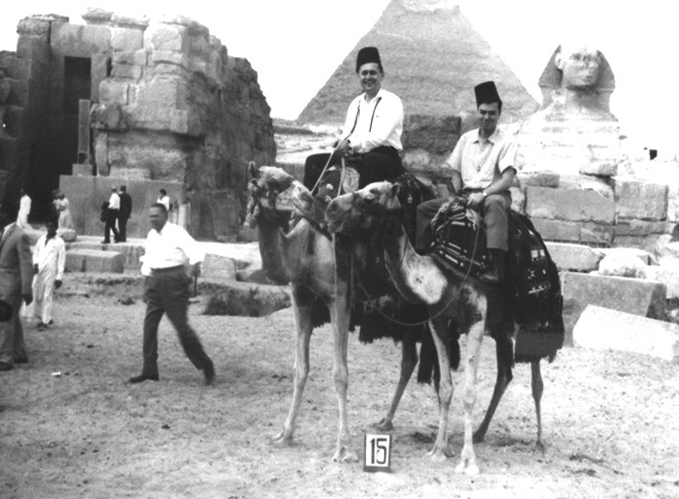
Les cofondateurs de Harvey's Foods, aux Pyramides du Caire, en Égypte, en 1962.

Harvey's a été cofondée par George B. Sukornyk et Rick Mauran en 1959 en tant qu'actionnaires égaux. Mauran pensait à l'origine nommer la chaîne Humphrey's, s'inspirant de la convivialité locale connotée par la chaîne Henry's Hamburgers qui connaissait déjà du succès aux États-Unis à l'époque (aujourd'hui, un seul restaurant Henry's Hamburgers est toujours ouvert). Alors qu'ils se préparaient à ouvrir le premier restaurant à l'été 1959, ils ont vu un article dans le Toronto Telegram indiquant que le concessionnaire automobile John Harvey Motors de la ville fermait, et le panneau, qui désignait simplement Harvey's, était disponible. Ils ont obtenu le panneau et l'ont affiché devant leur magasin phare,.
Le premier restaurant Harvey's a été ouvert le 1er avril 1959, à l'angle sud-est de la rue Yonge et de l'Observatory Lane, à Richmond Hill, en Ontario, sur une parcelle de terrain de 10 acres (40 468,5642 m2) achetée au propriétaire d'un Dairy Queen en faillite. L'emplacement devait initialement être saisonnier, sur la base du précédent de l'emplacement local de Dairy Queen, mais il a connu suffisamment de succès pour rester ouvert toute l'année. Le premier emplacement franchisé se trouvait sur une propriété de l'entreprise sur l'Avenue Road. Par la suite, d'autres terrains ont été achetés pour que d'autres emplacements soient développés et franchisés, notamment à Etobicoke, Hamilton et Scarborough.

### Années 1970: acquisition de Foodcorp et Cara

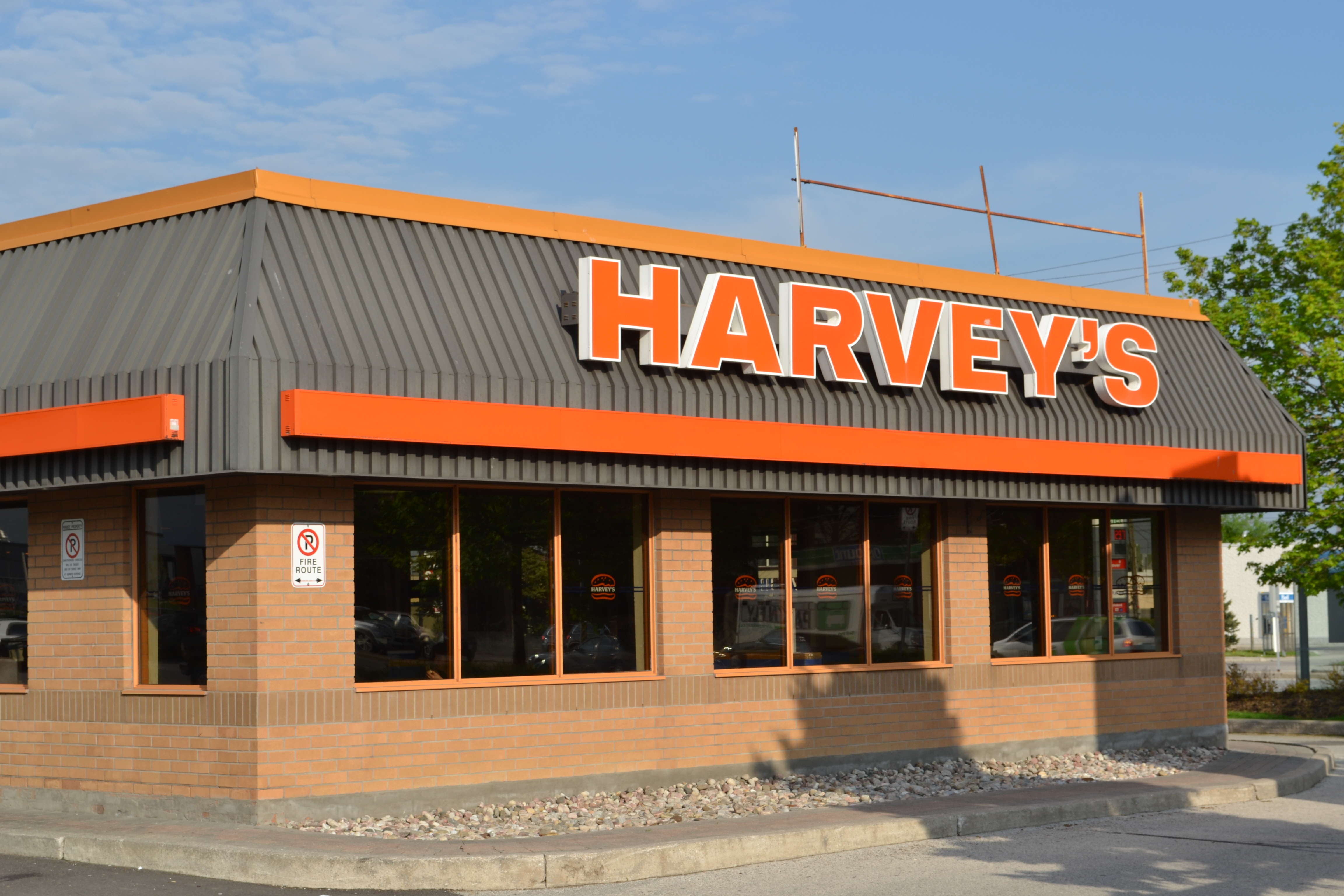
Restaurant Harvey's à Toronto.

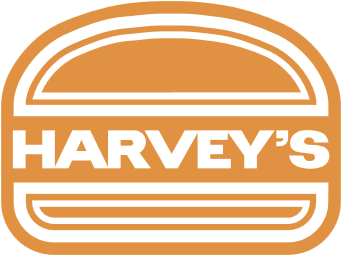
Logo d'Harvey's de 1974 à 1999

Harvey's Food Limited a fusionné avec Industrial Growth Limited au début des années 1970 pour former Foodcorp, dirigée par le président Bernie Syron. L'entreprise s'est développée pour exploiter 80 restaurants et a été acquise par Cara Operations en 1979, qui a depuis été rebaptisée Recettes Illimitées.

### 2010-présent: diversification et alimentation saine
Après avoir testé quatre burgers phares différents en vingt ans, Harvey's a présenté le Great Canadian comme burger phare en 2010. Il a été abandonné en 2013 et remplacé par le burger Angus, qui est depuis, le burger phare de la chaîne.

En février 2012, le premier emplacement Harvey's a été démoli pour faire place à des copropriétés. Plus tard en novembre 2012, Harvey's a introduit une section approuvée par Visez santé pour son menu. Cela comprend le burger végétarien, le sandwich au poulet grillé, le Lil' Original et la salade de poulet grillé. Seules les garnitures, condiments et vinaigrettes approuvés peuvent être utilisés sur les sandwichs afin qu'ils répondent aux exigences de Visez santé. Le Lil' Original a un prix de 1,99 $, comparable à ceux trouvés sur les hamburgers bon marché des concurrents.

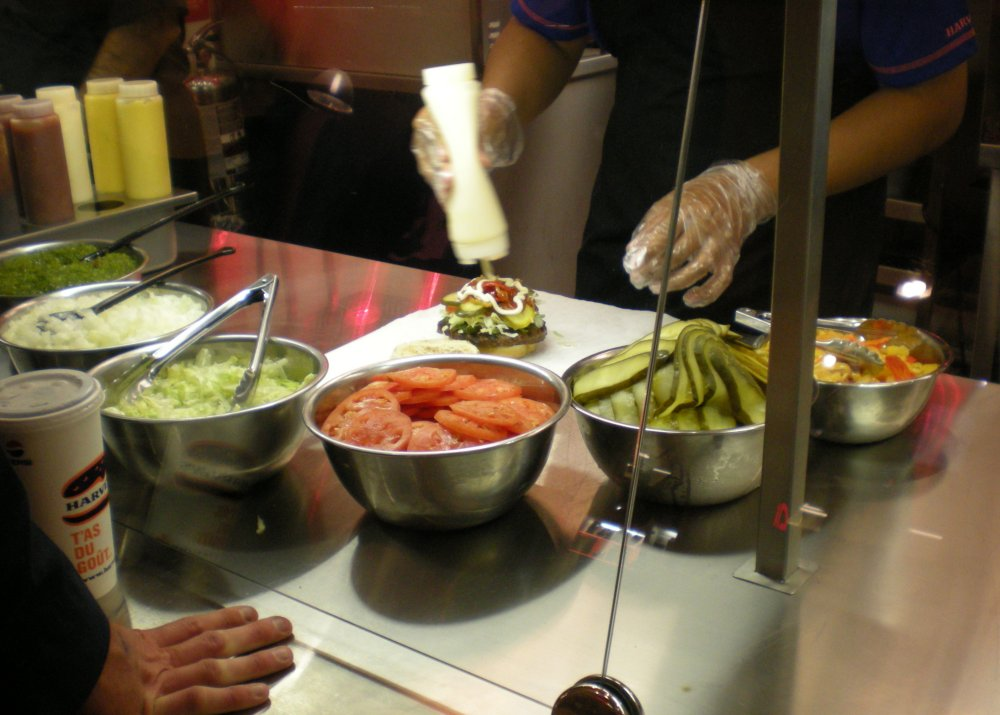
Un employé de Harvey's garnissant un hamburger

## Litiges juridiques

### Éclosiond'E. coli
En octobre 2008, plus de 200 personnes ont été infectées par la souche O157:H7 d' E. coli en raison de la contamination d'oignons à North Bay, en Ontario. Il y a eu un recours collectif contre Harvey's. Le résultat final a été un chèque de 1 000 à 7 250$ par victime.

### Harvey contre Hardee's
Il n'y a aucune affiliation entre Harvey's et la chaîne américaine de hamburgers Hardee's. La société mère de ce dernier, CKE Restaurants, n'a pas pu ouvrir de magasins au Canada sous le nom de Hardee's en raison d'un litige concernant la marque. CKE a plutôt lancé la marque Carl's Jr. au Canada.